# Кавана, Дэвид
Дэвид Кавана (англ. David Cavanagh) — британский писатель и музыкальный журналист. В разные годы печатался в таких изданиях, как Sounds, Select, Q, Uncut и Mojo. Помимо этого являлся автором книг My Magpie Eyes Are Hungry for the Prize, о истории создания влиятельного независимого лейбла Creation Records, а также Good Night and Good Riddance: How Thirty-Five Years of John Peel Helped to Shape Modern Life — о культовом британском радио-диджее Джоне Пиле. Несколько лет занимал должность редактора в журнале Select.
Родился и провёл детство в Северной Ирландии. В декабре 2018 года покончил жизнь самоубийством.

### В качестве автора
- The World's Greatest Rock 'n' Roll Scandals. Bounty, 1989. ISBN 978-1851528691.
- The Creation Records Story: My Magpie Eyes are Hungry for the Prize. Virgin, 2001. ISBN 978-0753506455.
- Music for Boys. Fourth Estate, 2003. ISBN 978-0007148721.
- Good Night and Good Riddance: How Thirty-Five Years of John Peel Helped to Shape Modern Life. Faber & Faber, 2015. ISBN 978-0571302475.

### Принимал участие в создании
- Love Is the Drug. Penguin, 1994. Edited by John Aizlewood. ISBN 978-0140241990.
- 1000 Songs to Change Your Life. Time Out, 2008. Edited by Will Fulford-Jones and John Lewis. ISBN 978-1846700828.